# عمرو الشوبكي
عمرو محمد الشوبكى (مواليد 1962)عضو بلجنة الخمسين التي وضعت دستور مصر 2014 وخبير مصري بمركز الأهرام للدراسات السياسية والاستراتيجية، وكاتب ومفكر سياسي مصرى، ومدير تحرير مجلة أحوال مصرية. انتُخب نائباً بالبرلمان خلال المرحلة الثانية من انتخابات الثورة عن دائرة الجيزة الثالثة كمستقلّ، و تتركّز أبحاثه على النظامَين السياسيَّين العربي والمصري، والحركات الإسلامية السياسية والاتحاد الأوربي، وله أبحاث ومقالات بالعربية والفرنسية والإنجليزية، ومؤسس حزب العدل.

## التعليم
عمرو محمد الشوبكي حاصل على بكالوريوس علوم سياسية - كلية الاقتصاد والعلوم السياسية جامعة القاهرة 1984.
ماچستير علوم سياسية من معهد الدرسات السياسية - فرنسا 1993
دكتوراه علوم سياسية - جامعة السوربون - فرنسا 2002.
متخصص في مواضيع النظام السياسى المصري والشئون الاوربيه وحركات الإسلام السياسى.
دكتوراه، جامعة بانتيون-سوربون
ماجستير، معهد الدراسات السياسية في أكس آن بروفانس.

## مناصب
شغل الشوبكي منصب مدير تحرير مجلة أحوال مصرية.
- عضو بالمجلس القومي لحقوق الإنسان.
- خبيراً في الشؤون الإسلامية بمركز الأهرام للدراسات السياسية والاستراتيجية.
- عضو بلجنة الخمسين التي وضعت دستور مصر 2014.[11]
- نائب برلماني عن دائرة العجوزة والدقي بعد التقدين بالطعن للمحكمة بالتزوير، علي الانتخابات البرلمانية، والتي أيدت حكم التزوير مع دفع التعويضات له، قدرة بمليوني جنيه مصري[12]، وجاء الحكم بإلغاء القرار الصادر من اللجنة العليا للانتخابات بفوز أحمد مرتضى[13]، وإعلان فوز المرشح عمرو الشوبكي، بالمقعد النيابي، وذلك لوجود أخطاء مادية في فرز الأصوات.[14]

## مواقفه السياسية
كان الشوبكي من الرافضين لحركة كفاية التي كانت ترغب في قلب الحياة السياسية، من خلال الاعتصامات والاضطرابات، وكتب الشوبكي وقتها مقالة بعنوان «نهاية عصر الثورات الجماهيرية»، الذي توقع فيه بشكل ساخر عن دور الحراك الشعبي في تغيير الأنظمة.
هو من أنصار تيار الإصلاح من داخل النظام ذاته، فكان هناك تيار عقلاني داخل الحزب الوطني يستطيع قيادة الحياة السياسية في تلك الفترة الحرجة من تاريخ مصر، والتي كان يقصد بها ما بعد الثورة، كتب مقالة وقتها عن «مصر ليست تونس»، وذلك عقب ثورة تونس التي قام بخلع زين العابدين رئيس تونس وقتها.
كتب مقالات عدة عن حزب الله وحركة حماس، فكان من الرافضين لها، ويشاهد أنها تؤجج الطائفية زيادة عن كونها حركات مقاومة، ومن أهمها «لا تصدقوا حزب الله».
- أهتم الشوبكي بالتحول الديمقراطي في الوطن العربي، من خلال كتابه «إصلاح المؤسسات في المنطقة العربية»، وتحدث عن العنف الديني في كتابه "الشباب وجماعات العنف" وله كتاب عن العلاقات بين الأحزاب والانتقال السياسي.
- شارك الشوبكي في العديد من المؤتمرات والمحافل الدولية، وألف العديد من الكتب خاصةً عن الحركات الإسلامية، والعلاقات العربية الأوروبية، وله بعض المقالات باللغات العربية والإنجليزية والفرنسية في "واشنطن تايمز" الأمريكية، و"ليبراسيون" الفرنسية.